# Leila Mamedbékova
Leila Alesker kyzy Mamedbékova, nacida Zeynalova (en ruso: Ле́йла Алескер кызы Мамедбе́кова, en azerí: Leyla Ələsgər qızı Məmmədbəyova); fue una famosa aviadora de origen azerí, nacida en Bakú en 1909 y fallecida en la misma ciudad en 1989. Fue la primera mujer aviadora azerbaiyana y la primera mujer aviadora del Cáucaso, Europa meridional y Asia Occidental.

## Biografía
El padre de Leila Mamedbékova, Alasgar Zeynalov, era el primo de uno de los primeros actores de Azerbaiyán, Husein Arablinski. Su familia era aficionada a las bellas artes, por lo queLeyla aprendió desde muy temprano a tocar el piano y el tar. Se casó por conveniencia familiar a la edad de 14 años con el terrateniente de KurdaJany, Bahmar Mammadbeyov, quien llegaría a ser jefe de un Banco en Bakú y tuvo seis hijos. El mayor, Fidurin, combatió en la Gran Guerra Patria y el menor, Janlar en la Guerra de Nagorno Karabaj, ambos como pilotos de combate.

## Carrera aeronáutica y paracaidística
Leila recibió entrenamiento como piloto en el aeróclub de Bakú, realizando su primer vuelo en solitario en 1931. Continuó sus estudios de piloto en escuelas de aviación sitas en Moscú en 1932.
En 1933 realizó el cursillo de paracaidismo y el 17 de marzo de 1933, Leyla se convirtió en la segunda mujer paracaidista de la URSS (tras Nina Kámneva) en saltar de un aparato Polikarpov Po-2 en el Aeródromo Túshino. En 1934 ganó el campeonato de paracaidismo del sur del Cáucaso.
En 1941, fecha de la invasión alemana de la Unión Soviética, Mammadbekova había alcanzado la graduación de Mayor de la Fuerza Aérea Soviética, y realizaba tareas de piloto e instructora de vuelo en el aeroclub de Bakú. Al estallar la Contienda, Leyla se presentó voluntaria para ir al frente, pero su solicitud fue rechazada porque estaba criando a cuatro hijos en esas fechas.
A pesar del cierre del aeroclub por el estado de emergencia, Mammadbekova se las arregló para seguir impartiendo cursos de paracaidismo y vuelos de entrenamiento de planeador bajo su responsabilidad, entrenando a centenares de pilotos de planeador y más de cuatro mil paracaidistas. Dos de sus alumnos serían galardonados posteriormente con el título de Héroe de la Unión Soviética.
Leyla realizó su último vuelo de instrucción en 1949, siendo vicepresidenta de la sección  de la DOSAAF en Bakú hasta 1961.

## Legado y recuerdo

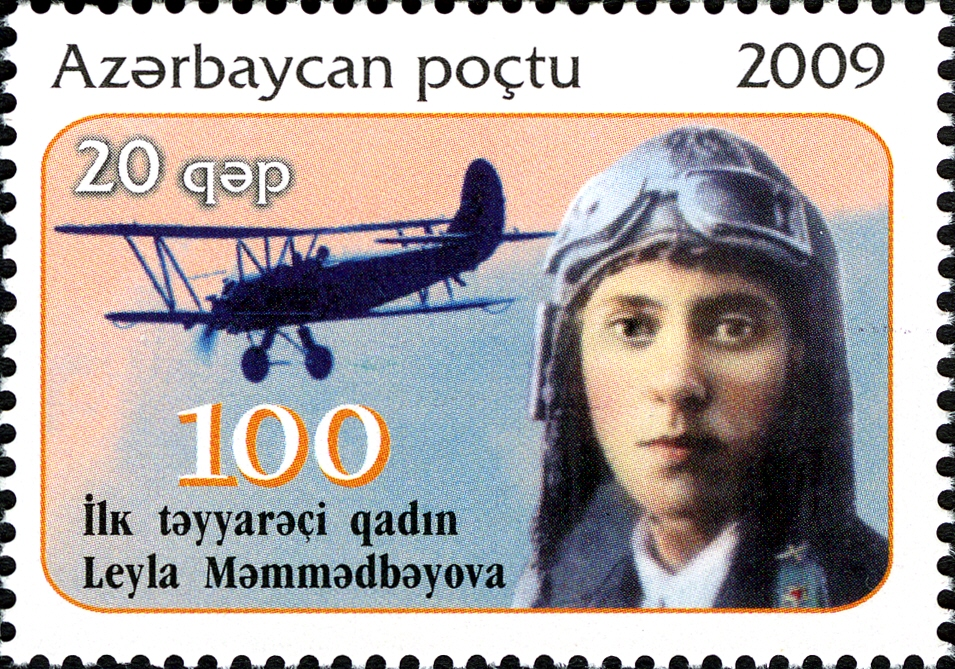
Sello conmemorativo de Azerbaiyán: Leila Mamedbékova (2009)

Leyla Mammadbekova se convirtió en un icono cuando apenas contaba unos 20 años de edad. Su coraje y pericia eran alabadas en la prensa y medios de la época. Su carácter inspiró los trabajos literarios de Mikayil Mushfig (Afshan, 1933 y Shoyla, 1934), Samar Vulgun (Leyla, 1935) y la película titulada: “Ismat”, dirigida por Mikayil Mikaylov en 1934, donde Leyla interviene realizando escenas de riesgo y mostrando el manejo de los controles de una aeronave.
En 1995 se realizó un documental titulado “Leyla”, dirigido por Nazim Riza y emitido por Azerbaijantelefilm.
En el año 2009 se emitió en Azerbaiyán un sello conmemorativo dedicado a Leyla Mammadbekova.